# Funaria ramulosa
Funaria ramulosa är en bladmossart som beskrevs av Jean Édouard Gabriel Narcisse Paris 1896. Funaria ramulosa ingår i släktet spåmossor, och familjen Funariaceae. Inga underarter finns listade i Catalogue of Life.